# Baywatch in Australia
Baywatch in Australia (Bondi Rescue) è un programma televisivo australiano, a metà tra fiction e reality show, la cui prima puntata è stata trasmessa in Australia da Channel Ten il 15 febbraio 2006.
In Italia la prima stagione viene trasmessa da Sky sul Canale 410 - Nat Geo Adventure dal 18 settembre 2008. La serie è trasmessa anche in Regno Unito, Irlanda, Nuova Zelanda, Finlandia, Danimarca, Svezia, Norvegia, Germania, Turchia.
Il programma segue giorno dopo giorno la vita dei bagnini che assicurano la sicurezza dei bagnanti presso Bondi Beach, in Australia.

## Introduzione
I bagnini di Bondi Beach effettuano circa 5000 salvataggi durante il periodo estivo, avendo a che fare con bambini smarriti, invasioni di squali, persone punte da meduse e caravelle portoghesi, ladri da spiaggia, infortuni, frequentatori ubriachi della spiaggia oltre ad osservare ciò che accade in acqua.
Almeno una volta hanno fatto la loro comparsa, anche solo per un momento, celebrità come David Hasselhoff, Rowan Atkinson, Paris Hilton, Russell Crowe, Richard Branson, Conan O'Brien, Hugh Grant, Snoop Dogg, Steve Irwin, Zac Efron, Bindi Irwin, Alessandro Del Piero e la nazionale indiana di cricket.
I bagnini di Bondi partecipano annualmente a una gara per eleggere il cosiddetto "uomo di ferro". L'estenuante gara comincia con una corsa da Bondi a Tamarama, seguita da una nuotata fino a Bronte, per poi tornare pagaiando a Bondi. Sotto sono elencati i primi tre classificati e l'anno della gara.
| anno della gara | primo   | secondo | terzo    |
| --------------- | ------- | ------- | -------- |
| 2005-2006       | Kerrbox | Reidy   | Corey A. |
| 2006-2007       | Scotty  | Bisho   | Whippet  |
| 2007-2008       | Brad    | Hoppo   | Bisho    |
| 2008-2009       | Harries | Maxi    | Whippet  |
| 2009-2010       | Chappo  | Kobi    | Beardy   |
| 2010-2011       | Kobi    | Itchy   | Azza     |

Le riprese per la serie sono state girate durante la precedente stagione estiva australe (di solito tra novembre e febbraio) con alcuni episodi che riflettevano incidenti accaduti durante il 25 dicembre, il 1º dell'anno o il 26 gennaio (festa nazionale in Australia).
Le stagioni seguenti illustrano anche incidenti ed esercitazioni dei bagnini durante tutto l'anno.

## Edizioni
| Stagione                 | Episodi | Anno |
| ------------------------ | ------- | ---- |
| Prima stagione           | 8       | 2006 |
| Seconda stagione         | 10      | 2007 |
| Terza stagione           | 14      | 2008 |
| Quarta stagione          | 13      | 2009 |
| Quinta stagione          | 13      | 2010 |
| Sesta stagione           | 14      | 2011 |
| Settima stagione         | 13      | 2012 |
| Ottava stagione          | 13      | 2013 |
| Nona stagione            | 13      | 2014 |
| Decima stagione          | 13      | 2015 |
| Undicesima stagione      | 13      | 2016 |
| Dodicesima stagione      | 13      | 2017 |
| Tredicesima stagione     | 10      | 2018 |
| Quattordicesima stagione | 10      | 2019 |
| Quindicesima stagione    | 10      | 2020 |
| Sedicesima stagione      | 10      | 2021 |
| Diciassettesima stagione | 11      | 2023 |

## I guardaspiaggia
La squadra dei bagnini di Bondi Beach è composta da:
Bagnini attualmente presenti
- Alexander "Alex" Koops
- Andrew "Reidy" Reid
- Andy Mole
- Anthony "Harries" Carroll
- Anthony "Glick" Glick
- Ben "Quiggers" Quigley
- Bruce "Hoppo" Hopkins (capo bagnino)
- Chase Hardaker
- Chris "Chappo/Chips" Chapman
- Corey Oliver
- Daniel "Beardy" McLaughlin
- David Skene
- Dylan "Milky" Davis (apprendista)
- Eddy Hudson
- Evan Faulks
- Gavin "Bagus" Stevenson
- Harrison "Lionel" Reid
- Jack Curtis
- Jackson Doolan
- Jake Bracken
- Jake Nolan
- Joel "Loaf" Bevilacqua
- Joel Bolewski
- Josh "dabigman" Burke
- Juliana "Jules" King
- Kailan "KC" Collins (ex Ironman)
- Lachlan MacIntosh
- Lachlan "Lachie" McArthur
- Lawrie Williams (ex capo bagnino)
- Liam "Itchy" Taylor
- Lukas "Boo" Street-Wong
- Luke Faddy
- Matthew "Matt H." Hastie
- Mario Marfella
- Max Ayshford
- Max MacGuigan
- Max Milligan
- Noah "Mort" Finnimore (apprendista)
- Quinn "Quinno" Darragh (part-time – anche paramedico)
- Ryan "Whippet" Clark
- Ryan Yerbury (anche pompierer)
- Sam Fleeting
- TJ Hendy (anche Ironman)
- Thomas "Egg/Tommy" Bunting
- Thomas "Tommy" Woodruff
- Trent "Maxi" Maxwell (anche pompiere)
- Trent "Singlets" Falson
- Troy "Gonzo" Quinlan
- Tyson McIntosh
- Wally Eggleton
- William "Will/Rhino" Bigelow (ex giocatore di football)
Bagnini non più presenti
- Aaron "Azza"/"Azza B" Buchan
- Aaron "Azza"/"Azza G" Graham (team leader)
- Adrian "Taco" Kovacic
- Adriel "Bacon" Young
- Andrew "Pine" O'Sullivan
- Beau Day
- Ben "Benny" Davies
- Ben Sutherland
- Blake McKeown
- Brad "Mal" Malyon
- Brooke Cassell
- Bobby "Yak" Yaldwyn (anche paramedico)
- Chris Emery
- Chris "Thaney" Thane
- Clint "Klipper" Kimmins
- Colin Thackeray
- Cooper "Coops" Braxton
- Cooper "Coops" Wilson
- Corey Adams
- Craig Carney
- Danny McKell
- Dean "Deano" Gladstone
- Derek Recio
- Des "The Chairman" Burke
- Dunstan "Dunno" Foss
- Greg "Bisho" Bishop (anche pompiere)
- Harry "H"/"H-man" Nightingale
- Jesse "Kid" Polock
- Jethro "Jeff" James
- John "Johnny" Robson
- Kobi Graham
- Kristian "Yatesy" Yates
- Kyle Pao
- Luke "Louie" Daniels
- Matt "Burkey" Burke
- Matt Colquhoun
- Matt Dee
- Michael "Mouse"/"Black Cloud"/"Mick" Jenkinson
- Nathan "Anny" Anson
- Nicola Atherton
- Rod "Kerrbox"/"Box" Kerr (team leader, ex campione di surf)
- Sean Carroll
- Scotty Thomson
- Stuart Morrow
- Steve Vincent
- Terry "Tezz" McDermott (deceduto nel 2022)
- Temika Wright
- Tommy Frazer
- Tom Miller

## Mezzi impiegati
- Yamaha Rhino 700, ATV[1][2][3][4][5][6]
- Yamaha WaveRunner FX High Output, PWC[1][2][4][5][7][8]
- Bennet e Kracka surf rescue boards[9][10]